# Leonardo Centeno
Luis Leonardo Centeno (Buenos Aires, 20 de agosto de 1983) es un músico, compositor, actor, escritor, director musical y guionista argentino.

## Biografía
Centeno nació en Buenos Aires. Hijo de Luis Alberto Centeno y Silvia Araceli Stella, es el menor y único varón de 4 hermanos. Comenzó su carrera profesional con tan solo 10 años de edad en el espectáculo musical El show de los chicos enamorados. Cebollitas, Los chicos vienen cantando, Mi familia es un dibujo, Chiquititas, Rebelde Way y Videomatch fueron algunos de los programas y series televisivas que lo tuvieron en primera plana en su rol de actor. En muchos de ellos también aportaba su faceta musical que lo trae desde muy pequeño.
Con apenas 11 años de edad comenzó a escribir poemas y cuentos, y al poco tiempo aparecieron las primeras canciones y luego las primeras bandas con amigos, combinando diferentes ramas artísticas fue creciendo y forjando una carrera. Ha creado su propia productora y trabajó como guionista, luego como director y como director musical. Como compositor ha hecho canciones para la productora Yair Dori, Tv Pública y Disney Channel Europa. Es el compositor de la música original de la serie Señales del fin del mundo (Argentina).
En sus conciertos además de la música se pueden apreciar momentos literarios, ya que lo combina con su faceta de escritor y su pasión por la literatura.

## Trayectoria

### Discografía
- 2014 Señales del fin del mundo Banda sonora - Ficción Infanto-Juvenil de TV (Compositor, Director Musical y Productor Artístico)
- 2014 Cata e i Misteri Della Sfera Banda sonora - Ficción Infanto-Juvenil de TV (Compositor, Director Musical y Productor Artístico)
- 2011 Urbannoss (DEMO) Banda sonora del proyecto de Ficción Juvenil Paraíso Urbano (Compositor, Productor Artístico e Intérprete)
- 2007 Viejos Cuentos, Volumen 1 Banda de Covers (Cantante Principal y 2.ª Guitarra)
- 2005 Sábado - Sábado Pop (Cantante Principal)
- 1999 Leo and Diego - Pounch (Cantante Principal)

### Televisión (como actor)
- 2014 Cata e i Misteri Della Sfera (Disney Channel - Italia)...Diego
- 2013/14 Señales del fin del mundo (Tv Pública)...Diego
- 2011 Cuando me sonreís (Telefe)...Claudio
- 2011 Paraisso Urbano (Tráiler-Piloto)...Lucio
- 2011 Herederos de una venganza (Canal 13)...Cadete
- 2009 Casi ángeles (Telefe)
- 2006 Nubarrón (Piloto Independiente)...Lucho
- 2003 Rebelde Way (Canal 9)... Andy
- 2003 Milkar Freeman (Piloto Latinoamérica)...Pablo
- 2002 Videomatch (Telefe)... Cámara Oculta: La Peor Clase de tu Vida
- 2000 Chiquititas (Telefe)...Lagarto
- 2000 Buenos vecinos (Telefe)...Ladrón
- 1999 Mi ex (Azul Televisión)... Martín
- 1999 Mamitas (Azul Televisión)...Luisito
- 1999 Libre Mente (América)...Sueños
- 1998 Cebollitas (Telefe)...Hipólito
- 1997 Cebollitas (Telefe)...Hipólito
- 1997 Paloma (Canal 9)... Facundo
- 1997 Mi familia es un dibujo (Telefe)...Lucas
- 1997 Okey TV (Canal 9) (Piloto), Haciendo Sketchs Humorísticos
- 1996 Los chicos vienen cantando (Canal 9)...Miguelito
- 1995 Notimundo (Noticiero Infantil) (Cable)...Conducción

### Cine (como actor)
- 2014 El Observador, (Cortometraje), Dirección: Juan Francisco Otaño
- 2011 Esperanza, (Cortometraje), Dirección: Fernando Navarrete
- 2010 Un maletín negro, (Cortometraje), Dirección: Emilio Castro
- 2009 Canción de amor, Dirección: Rodrigo Castellanos
- 2008 La rosa de arena, (Cortometraje), Dirección: Juan Francisco Otaño
- 2008 Podría ser tu hija, (Cortometraje), Dirección: Anabella Tarditti
- 2008 Fabula Porteña, (Cortometraje), Dirección: Sebastián Lucero
- 2008 Eclipse, (Cortometraje), Dirección: Diana Ruiz
- 2008 Noche Peculiar, (Cortometraje), Dirección: Diego Francisco
- 2008 Una Historia, dos ciudades, (Cortometraje), Dirección: Mariana Amici
- 2008 Krimen, (Cortometraje), Dirección: Lucas Slacker
- 2008 Posesión, (Cortometraje), Dirección: Estudiantes U.B.A (F.A.D.U)
- 1995 Un Instante Imperceptible, (Documental) (Donación de Órganos), Dirección: Juan Acher
- 1995 Más Allá de las Trincheras, (Cortometraje), Dirección: María García Ripa
- 1995 Fiesta, (Cortometraje), Dirección: Eduardo Nuñez
- 1995 Convivencia, (Cortometraje), Dirección: Gabriel Jiménez

### Internet (como actor)
- 2013 Francisco Maltés, crónicas del libro de arena (Miniserie Web) Dirección: Juan Francisco Otaño

### Videoclip (como actor)
- 2011 Banda: La Sota y su fiesta pagana, Canción: “Chocar”

Dirección: Guido Napolitano / Paula Suárez.
- 2010 Banda: Raza Urbana, Canción: “De Principio a Fin”

Dirección: Romina Fossati / Romina Garavaglia.

### Teatro (como actor)
- 2010 Harakiri de Sergio Arrau 3ª Temp, Centro Cultural Adán Buenosayres.
- 2010 Harakiri de Sergio Arrau 2ª Temp, (Giras)
- 2009 Harakiri de Sergio Arrau 1ª Temp, Teatro del Viejo Palermo, Dirección: Daniel Fueyo
- 2004 Aftter, Teatro Comedia.
- 2000 Detrás del mar otro lugar, Teatro Empire  (Funciones para colegios).
- 1999 Detrás del mar otro lugar, Teatro del Globo.
- 1998  Cebollitas en Vivo, Giras por todo el país y varios países de Latinoamérica (Telefe).
- 1997 El Show de los chicos enamorados de Elsa Bornemann, Teatro Santa Fe (mdp)
- 1996 El Show de los chicos enamorados de Elsa Bornemann Las Violetas y Teatro Roma.
- 1995 El Show de los chicos enamorados de Elsa Bornemann, Clásica y Moderna.
- 1995 Adolescentes, Teatro Calibán (muestra), Deby Wachtel / Norman Briski.

### Como Director
- 2014 Cata e i Misteri Della Sfera (Director Musical) Ficción Infanto-Juvenil de TV (Disney Channel - Italia)
- 2013 Señales del fin del mundo (Director Musical) Ficción Infanto-Juvenil de TV (Tv Pública - Argentina)
- 2010 El Faca (Director de Actores) CINE
- 2009/08 Plan Variette (Dirección y Puesta en Escena - Performances) TEATRO

### Como guionista
- 2011 Paraisso Urbano (Ficción Juvenil) - TV (Creador y Guionista)
- 2011 Tomatito y los Angelitos Negros (Unitario) - TV (Guionista)

- Datos: Q5973144